# Garrett M. Brown
Pour les articles homonymes, voir Brown.
Garrett M. Brown est un acteur américain né le 7 novembre 1948 au Michigan.

## Filmographie

### Cinéma
- 1983 : Zelig
- 1986 : Lucas : M. Kaiser
- 1989 : L'Oncle Buck : Bob Russell
- 1997 : Turbulences à 30 000 pieds : le gérant du LAX
- 1997 : Les Années rebelles : Webb Crosby
- 1998 : No More Baths : William McPhie
- 1999 : Au bout du désespoir : M. Williams
- 2005 : Braqueurs amateurs : le gérant de la banque Ameribanx
- 2006 : Rédemption : Coach Finley
- 2006 : Arc : Dr Felder
- 2007 : Embrassez le marié ! : Gerald Golski
- 2007 : Tocatta & Fugue : l'apothicaire
- 2009 : Love at First Hiccup : Oncle Paul
- 2010 : Kick-Ass : M. Lizewski
- 2011 : Numéro Quatre : M. Simms
- 2013 : Ma vie avec Liberace : Joe Carracappa
- 2013 : Kick-Ass 2 : M. Lizewski
- 2015 : Tag : Hal
- 2021 : Emily or Oscar : le gagnant de la récompense
- 2021 : Hello, My Name Is Frank : Frank Brown

### Télévision
- 1979 : The Dooley Brothers : George Dooley
- 1984 : ABC Afterschool Special : John Henderson (1 épisode)
- 1986-1987 : What a Country : Taylor Brown (26 épisodes)
- 1991-1996 : Les Sœurs Reed : John Whitsig (100 épisodes)
- 1996 : New York Police Blues : Dick Manzak (1 épisode)
- 1997 : Une maman formidable : Jerry Fleiss (2 épisodes)
- 1997 : Sept à la maison : Emory (1 épisode)
- 1997 : Brooklyn South : le détective (1 épisode)
- 1997-2004 : The Practice : Donnell et Associés : Doug Forsythe et Walter Shepley (3 épisodes)
- 1999 : Les Dessous de Palm Beach : Sénateur Oron Pfeifer (1 épisode)
- 1999 : Embrouilles dans la galaxie : le père de Mike
- 1999 : New York, unité spéciale : Peter Ridley (1 épisode)
- 2000 : Chicago Hope : La Vie à tout prix : Harvey Sederberg (1 épisode)
- 2000 : Pensacola : Hyram Scott (1 épisode)
- 2000-2002 : Roswell : Philip Evans (18 épisodes)
- 2001 : Amy : M. Johnson (1 épisode)
- 2001-2013 : Les Experts : Dr Martin Kinney et M. Rycoff
- 2002 : Philly : Coach Harris (1 épisode)
- 2002 : La Vie avant tout : Karl (1 épisode)
- 2002 : Boston Public : Père Bill Egan (2 épisodes)
- 2004 : Cold Case : Affaires classées : Roger (1 épisode)
- 2005 : The Shield : Frank Walker (1 épisode)
- 2005 : Newport Beach : Dr Kenneth Woodruff (2 épisodes)
- 2007 : Heartland : Hank Carlson (1 épisode)
- 2007-2009 : Big Love : Abbé Devery (4 épisodes)
- 2009 : Leverage : Dr Frank (1 épisode)
- 2012 : Esprits criminels : J.B. Allen (1 épisode)
- 2013-2015 : Masters of Sex : Chancelier Fitzhugh (5 épisodes)
- 2015 : Scandal : Vincent Ambruso (1 épisode)
- 2016 : American Crime Story : Lou Brown (5 épisodes)
- 2019 : NCIS : Enquêtes spéciales : James Wallace (1 épisode)